# Maria Anna Zumholz
Maria Anna Zumholz (* 1950 in Lastrup) ist eine deutsche Historikerin. Sie war bis 2021 an der Arbeitsstelle für Katholizismus- und Widerstandsforschung der Universität Vechta in Füchtel tätig. Nach deren Auflösung durch die Universität wechselte sie an das neu gegründete Institut für Regionalgeschichte und Katholizismusforschung in Vechta.

## Karriere
Zumholz war von 1991 bis 1996 wissenschaftliche Mitarbeiterin an der Hochschule Vechta und promovierte als Schülerin von Joachim Kuropka mit einer milieutheoretischen Untersuchung am Beispiel der Marienerscheinungen in Heede (Emsland) während der NS-Zeit. Von 2005 bis 2015 engagierte sie sich im Heimatbund für das Oldenburger Münsterland als ehrenamtliche Vorsitzende des Geschichtsausschusses, dessen Arbeit sie gemeinsam mit ihrem seit 2009 amtierenden Ko-Vorsitzenden Michael Hirschfeld prägte. In dieser Zeit etablierte sie neue Formate zur Vermittlung und Erforschung der Regionalgeschichte, darunter Abendvorträge des Geschichtsausschusses in der Universität Vechta und Akademieabende in Stapelfeld, beides in Kooperation mit der von Kuropka geführten Arbeitsstelle für Katholizismus- und Widerstandsforschung der Universität Vechta, für die sie seit der Gründung 2008 tätig war. 2016 wurde sie mit der Goldenen Blume des Heimatbundes ausgezeichnet. Ab 2015 begleitete sie ein umfangreiches Forschungsvorhaben zur Geschichte der Frauenbildung im Oldenburger Land und wirkt seitdem als Privatdozentin an der Universität. Nach Kuropkas Tod im Februar 
2021 wurde die Arbeitsstelle geschlossen, und Zumholz wechselte an die private Nachfolgeeinrichtung, das am 15. September 2021 in der Katholischen Akademie in Stapelfeld in Form eines gemeinnützigen Vereins neu errichtete Institut für Regionalgeschichte und Katholizismusforschung, das sie zusammen mit Michael Hirschfeld leitet.
Im Rahmen ihres Habilitationsverfahrens an der Universität Vechta hielt sie am 18. Oktober 2017 ihre Antrittsvorlesung zum Thema Tod in der Charité. Schlaglichter auf das (gewaltsame?) Lebensende des oldenburgischen Gauleiters Carl Röver (1889–1942).

## Schwerpunkte
Zu Forschungsschwerpunkten zählen die kirchliche Zeit- und Regionalgeschichte wie die Geschichte des Kreuzkampfes im Oldenburger Land, Devisenprozesse in der NS-Zeit, Studien zu Clemens August von Galen und zu den deutschen katholischen Bischöfen in der NS-Zeit. Ihre Forschungen erstrecken sich außerdem auf volksfromme Phänomene wie Marienerscheinungen und Wallfahrten, auf „Starke Frauen“ und Frauenwiderstand in der NS-Zeit sowie auf bildungswissenschaftliche Untersuchungen zu konfessionell geprägter Geschichte von Frauen- und Männerbildung. Derzeit arbeitet Zumholz an einem bildungsgeschichtlichen Forschungsvorhaben zur Geschichte des Dominikanerkollegs St. Thomas in Vechta/Füchtel im Zeitraum von 1947 bis 1990 und hilft in der Historischen Kommission des Bistums Münster an der Vorbereitung des Seligsprechungsverfahren für den 1942 im KZ Sachsenhausen ermordeten Wilhelm Frede auf Diözesanebene mit.

## Schriften (Auswahl)
- Volksfrömmigkeit und Katholisches Milieu. Marienerscheinungen in Heede 1937–1940 im Spannungsfeld von Volksfrömmigkeit, nationalsozialistischem Regime und kirchlicher Hierarchie (= Schriften des Instituts für Geschichte und Historische Landesforschung, Bd. 12). Runge, Cloppenburg 2004, ISBN 3-926720-31-X (zugleich Dissertation, Vechta 2004).
- Hrsg. (mit Michael Hirschfeld): Oldenburgs Priester unter NS-Terror 1932–1945. Herrschaftsalltag in Milieu und Diaspora. Festschrift für Joachim Kuropka zum 65. Geburtstag. Aschendorff, Münster 2006, ISBN 3-402-02492-6, ISBN 978-3-402-02492-8.
- (Hrsg.) (unter Mitarbeit von Mechthild Beckermann, Renate Crewell, Ulrike Hagemeier, Rosi Vogel): Starke Frauen. Lebensbilder von Frauen aus dem Oldenburger Münsterland im 19. und 20. Jahrhundert. Aschendorff, Münster 2010 und ²2014, ISBN 978-3-402-12824-4.
- (Hrsg.): Krach um Jolanthe. Krise und Revolte in einer agrarisch-katholischen Region 1929–1930 und der Konflikt um die Deutungs- und Erinnerungskultur. Aschendorff, Münster 2012, ISBN 978-3-402-12913-5.
- (Hrsg.): Katholisches Milieu und Widerstand. Der Kreuzkampf im Oldenburger Land im Kontext des nationalsozialistischen Herrschaftsgefüges (= Vechtaer Universitätsschriften, Bd. 29). Festgabe für Joachim Kuropka zum 70. Geburtstag. LIT, Berlin 2012, ISBN 978-3-643-11937-7.
- „Das Weib soll nicht gelehrt seyn.“ Konfessionell geprägte Frauenbilder, Frauenbildung und weibliche Lebensentwürfe von der Reformation bis zum frühen 20. Jahrhundert. Eine Fallanalyse am regionalen Beispiel der Grafschaft Oldenburg und des Niederstifts Münster, seit 1774/1803 Herzogtum Oldenburg. Aschendorff, Münster 2016, ISBN 978-3-402-13161-9 (zugleich Habilitationsschrift, Vechta 2017).
- Hrsg. (mit Michael Hirschfeld): Zwischen Seelsorge und Politik. Katholische Bischöfe in der NS-Zeit. Festgabe für Joachim Kuropka zum 75. Geburtstag. Aschendorff, Münster 2018, 2., erweiterte Auflage, Aschendorff, Münster 2022, ISBN 978-3-402-13228-9.
- Der „Doppelstaat“ als Strukturmerkmal des NS-Regimes. Die Devisenprozesse gegen Ordensangehörige und katholische Priester 1935/36. In: Historisches Jahrbuch 139 (2019), S. 410–462. Herder, Freiburg 2019, ISSN 0018-2621, ISBN 978-3-451-38586-5.
- Hrsg. (mit Michael Hirschfeld): Joachim Kuropka – streitbarer Historiker und engagierter Geschichtsvermittler. Fest- und Gedenkschrift zum 80. Geburtstag (= Schriften des Instituts für Regionalgeschichte und Katholizismusforschung, Bd. 1). Aschendorff, Münster 2021, ISBN 978-3-402-24794-5.